# Ruwer (rivier)

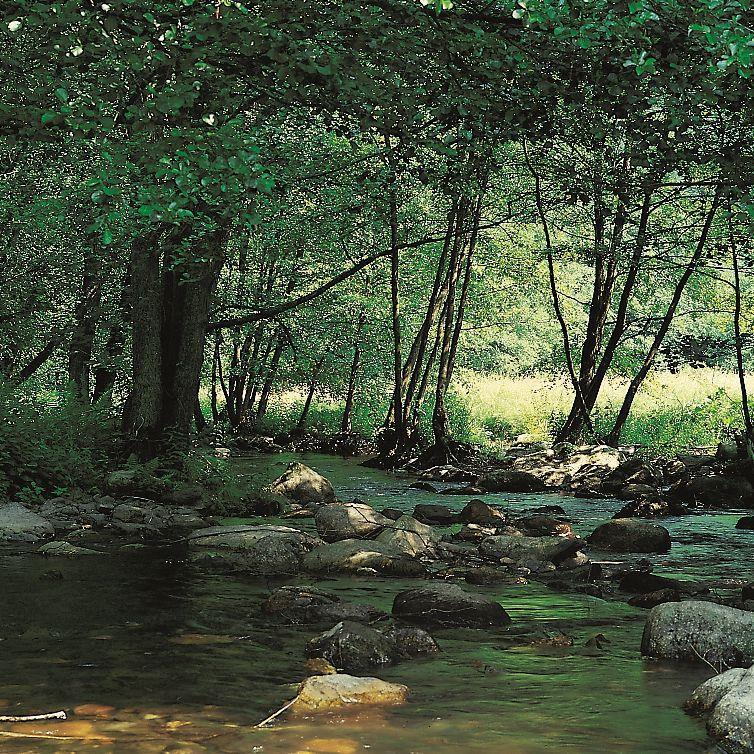
De Ruwer in de bovenloop.

De Ruwer is een rivier in Duitsland. Zij ontspringt op de “Rösterkopf” in het Osburger Hochwald, gemeente Osburg - om vlak boven Trier in de Moezel uit te monden. De rivier is een belangrijke afwatering van de Hunsrück. In de bovenloop voert zij door een rustig dal. In de onderloop kan zij in het voorjaar en na zware regenbuien met een kajak worden bevaren.
Op de steile hellingen langs de Ruwer wordt wijn verbouwd. Voorheen werd deze Ruwerwijn genoemd, maar sinds 2007 tot het Moezelwijngebied gerekend.
- Gemeinsame Normdatei: 4051069-4
- Nationale Bibliotheek van Tsjechië: ge909496
- Virtual International Authority File: 467148209300900460006